# Diamondeno

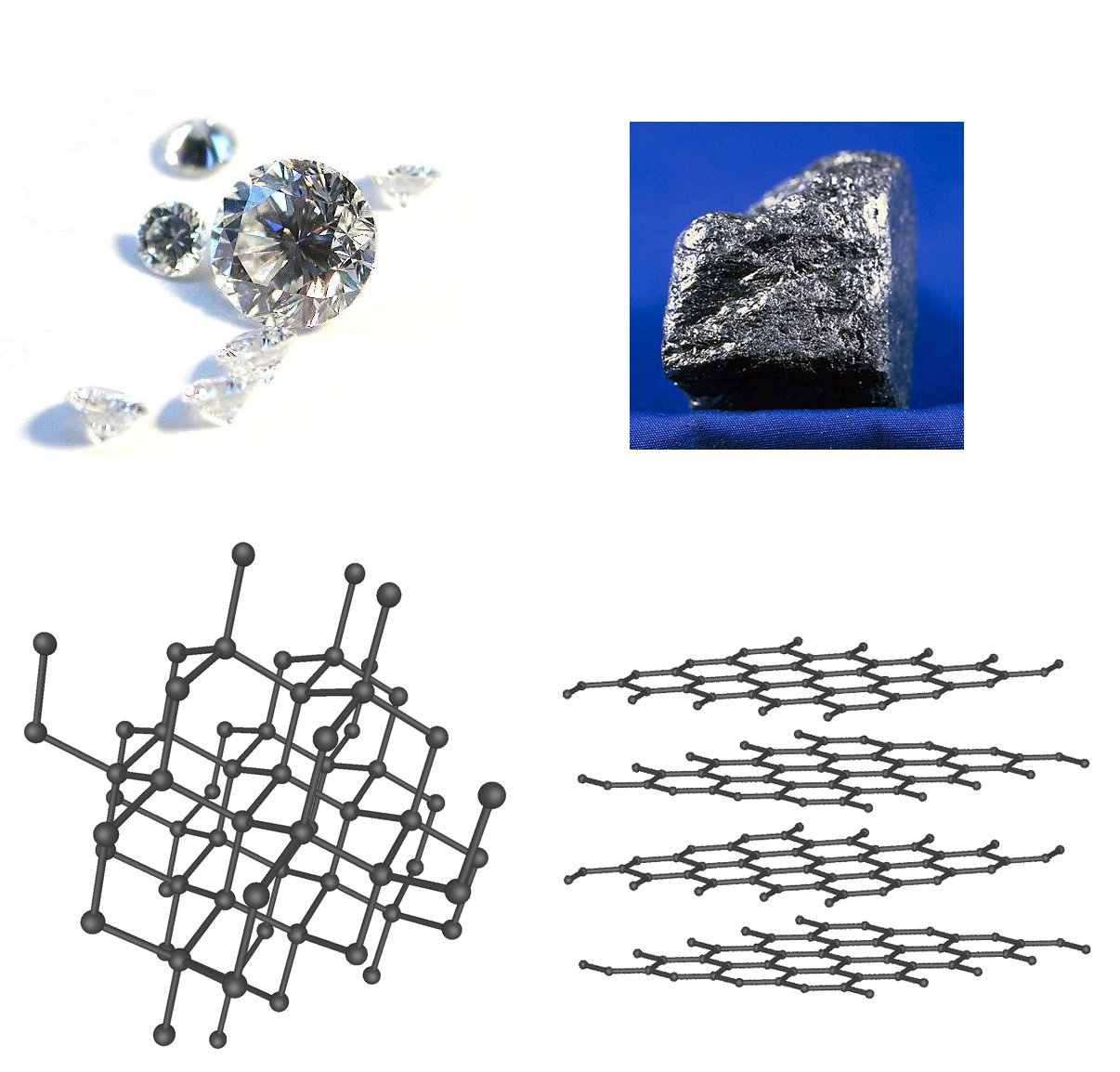
Estruturas do diamante e do grafite.

O diamondeno é uma das formas cristalinas do carbono, essencialmente uma camada "bidimensional" de diamante. Foi criado a partir de duas pequenas amostras de grafeno colocadas juntas e espremidas sob uma pressão extremamente alta. Em seguida, eles emitiram um feixe de laser no material e analisaram a luz que resultou da interação desse laser com o novo material. Depois de interpretar esses resultados, os pesquisadores concluíram que criaram uma nova camada de diamante quase bidimensional.
O diamondeno provavelmente é semicondutor ferromagnético com bandas polarizadas, algo que é usado em aplicações para armazenar dados.